# Salão de Órgão de Leópolis
O Salão de Órgão de Leópolis é uma sala de concertos estabelecida na Igreja da Bem-Aventurada Virgem Maria em Leópolis em 1988, e é conhecida por sediar concertos de órgão e música de câmara.